# Leptonetela
Leptonetela is een geslacht van spinnen uit de  familie van de Leptonetidae.

## Soorten
- Leptonetela andreevi Deltshev, 1985
- Leptonetela caucasica Dunin, 1990
- Leptonetela deltshevi (Brignoli, 1979)
- Leptonetela kanellisi (Deeleman-Reinhold, 1971)
- Leptonetela strinatii (Brignoli, 1976)
- Leptonetela thracia Gasparo, 2005